# Donato (Piemont)
Donato ist eine Gemeinde mit 688 Einwohnern (Stand 31. Dezember 2023) in der italienischen Provinz Biella (BI), Region Piemont.
Die Nachbargemeinden sind Andrate (TO), Chiaverano (TO), Graglia, Mongrando, Netro, Sala Biellese und Settimo Vittone (TO).
Das Gemeindegebiet umfasst eine Fläche von 11 km².
Donato ist ein romanischer Name und bedeutet so viel wie der Geschenkte (lateinisch von donare, schenken).